# Oonops pallidulus
Oonops pallidulus är en spindelart som först beskrevs av Arthur M. Chickering 1951.  Oonops pallidulus ingår i släktet Oonops och familjen dansspindlar. Inga underarter finns listade i Catalogue of Life.